# Sächsisches Psychiatriemuseum
Das Sächsische Psychiatriemuseum ist ein Museum in Leipzig und beschäftigt sich mit der Geschichte der Psychiatrie. Träger ist der Verein Durchblick, eine Vereinigung von Psychiatrie-Erfahrenen. Es wurde 2000 gegründet. Die Sonderausstellungen befassen sich mit Einzelschicksalen, Karrieren und Institutionen:
- die Lebensgeschichten des Gerichtspräsidenten Daniel Paul Schreber (1842–1911) und der sächsischen Mundartdichterin Lene Voigt (1891–1962)
- die Biografien und therapeutischen Konzepte von Ärzten und Psychiatern wie Christian August Fürchtegott Hayner (1775–1837) und Hermann Paul Nitsche (1876–1948)
- die Entwicklung psychiatrischer Institutionen etwa im Mittelalter (Hospital St. Georg) bis zu den Heil- und Pflegeanstalten (Heilanstalt Sonnenstein, Privatanstalt Thonberg, Heilanstalt Dösen).